# Hendrik IV van Hachberg
Hendrik IV van Hachberg (overleden in 1369) was van 1330 tot 1369 markgraaf van Baden-Hachberg en heer van Kenzingen. Hij behoorde tot het huis Baden.

## Levensloop
Hendrik IV was de oudste zoon van markgraaf Hendrik III van Baden-Hachberg en Anna van Hohenberg. In 1330 volgde hij zijn vader op als markgraaf van Baden-Hachberg.
In 1344 kocht hij van de goederen en rechten in Sexau over van de abdij Andlau. Vervolgens kocht hij in 1352 de heerlijkheden Üsenberg, Kenzingen en Kirnburg over van zijn schoonbroer Frederik van Üsenberg, hoewel die deze gebieden in leen van Oostenrijk had gekregen. Na de dood van Frederik van Üsenberg liet het huis Habsburg zijn aanspraken gelden op Kenzingen. 
Uiteindelijk erkende hertog Rudolf IV van Oostenrijk Hendrik IV  in 1358 als de heerser van de heerlijkheden Kenzingen en Kirnburg. Hendrik liet zich daarna ook heer van Kenzingen noemen, hoewel Rudolf IV de erkenning van Hendrik IV als heerser van Kenzingen en Kirnburg in 1365 weer introk en Hendrik IV en de stad Kenzingen in 1366 hierdoor in de rijksban werden gedaan.

## Huwelijk en nakomelingen
Hendrik IV huwde met Anna van Üsenberg en ze kregen volgende kinderen:
- Otto I (overleden in 1386), markgraaf van Baden-Hachberg
- Johan (overleden in 1409), markgraaf van Baden-Hachberg
- Hesso (overleden in 1410), markgraaf van Baden-Hachberg
- Cunigunde